# Allison Peninsula
Allison Peninsula är en udde i Antarktis. Den ligger i Västantarktis. Chile gör anspråk på området.
Terrängen inåt land är lite kuperad. Havet är nära Allison Peninsula åt nordost. Trakten är obefolkad. Det finns inga samhällen i närheten.